# Малышев, Вячеслав Александрович
Вячесла́в Алекса́ндрович Ма́лышев (3 [16] декабря 1902, Усть-Сысольск — 20 февраля 1957, Москва) — советский государственный деятель, один из плеяды «сталинских наркомов», наряду с И. Ф. Тевосяном, Б. Л. Ванниковым, Д. Ф. Устиновым, А. Н. Косыгиным, руководивших созданием индустрии Советского Союза в конце 1930-x — начале 1950-х годов, Герой Социалистического Труда (05.08.1944 г.), генерал-полковник инженерно-танковой службы (19.04.1945).

## Биография

### Происхождение, ранние годы и юность
Родился 3 (16) декабря 1902 года в городе Усть-Сысольск (ныне Сыктывкар) в семье Александра Николаевича Малышева и был четвёртым ребёнком в семье из шести детей. Отец — Александр Николаевич Малышев (ум. 1928), окончил Петербургский учительский институт, после чего был направлен в Яренск, где работал учителем. В 1892 году Александр Николаевич женился на Елене Константиновне Поповой, дочери мещанина и земского служащего К. Н. Попова. Вскоре после свадьбы Александр Николаевич получил должность преподавателя, а затем  учителя-инструктора в Усть-Сысольском городском училище, где работал вплоть до рождения Вячеслава. В 1904 году Александр Николаевич получил предложение о работе в училище в Великих Луках. По вероисповеданию Александр Николаевич был атеистом, а мать была православной.
В течение двух лет Вячеслав Малышев работал секретарём в суде, а в 1920 году, поступил в Великолукское техническое железнодорожное училище.  Вячеслав Малышев имел из формы лишь фуражку. В училище Малышев был избран председателем студенческого комитета, руководителем научно-технического кружка, который был им же организован.
Вячеслав Малышев был направлен на практику в депо «веерного» типа, которое находилось в полуразваленном состоянии, однако в этом депо находились грузовые паровозы типов Э («Эшка»), Щ («Щука») и О («Основной»), а также пассажирские паровозы типов ВВ и СУ. Во время практики Малышев начал размышлять о том, как увеличить мощность паровозов.
В 1924 году в возрасте 22 лет окончил Великолукское техническое железнодорожное училище.

### Трудовая деятельность
В 1924—1926 годах работал помощником машиниста в железнодорожном депо Подмосковная Московско-Белорусско-Балтийской железной дороги. В 1926 году вступил в ВКП(б).
В 1926—1927 годах служил в РККА: секретарь бюро ВКП(б) батальонной школы, политрук команды.
С 1927 года — машинист депо Подмосковная, затем депо Люблино Московско-Курской железной дороги. Окончил МВТУ имени Баумана в 1934 году.
В 1934—1939 годах — конструктор, заместитель начальника особого сектора конструкторского бюро, заместитель главного конструктора завода, заместитель начальника и начальник дизельного цеха, главный инженер, директор Коломенского завода им. В. В. Куйбышева.
Делегат XVIII съезда ВКП(б), выступил с программной речью о подготовке советской индустрии к возможной Второй мировой войне.
- 1939—1940 — народный комиссар тяжёлого машиностроения СССР.
- 1940—1944 — заместитель председателя СНК СССР и председатель Совета по машиностроению при СНК СССР. Одновременно в 1940—1941 годах — народный комиссар среднего машиностроения СССР, а в 1941—1942 и 1943—1945 годах — народный комиссар танковой промышленности СССР.

24 июня 1941 года выступил с докладом о насущных нуждах танковой промышленности на заседании Политбюро ЦК ВКП (б). В постановлении по докладу была поставлена задача создания производства танков в Поволжье и на Урале, увеличение выпуска танков КВ, Т-34, Т-50, артиллерийских тягачей и танковых дизелей. Образованный 11 сентября 1941 года Наркомат танковой промышленности во главе с В. А. Малышевым осуществлял во время войны руководство производством танков. За исключительные заслуги в организации работы танковой промышленности и выпуск первоклассной боевой техники в 1944 году В. А. Малышеву присвоено звание Героя Социалистического Труда.
- 1945—1947 — народный комиссар (министр) транспортного машиностроения СССР. С 30 ноября 1945 года вошёл в состав инженерно-технического совета Специального комитета, руководил второй секцией — строительство завода 813 (современный Уральский электрохимический комбинат). Научно-инженерные разработки курировал сотрудник лаборатории № 2 И. К. Кикоин. Другим важным направлением работы было решение кадровых вопросов: по распоряжению Л. П. Берии М. Г. Первухин, В. А. Малышев, Б. Л. Ванников и А. П. Завенягин комплектовали научными и инженерными кадрами секции совета, подбирали экспертов для решения отдельных вопросов[11].
- 1947—1953 — заместитель председателя Совета Министров СССР. Одновременно в 1948—1949 годах — председатель Государственного комитета Совета Министров СССР по внедрению передовой техники в народное хозяйство, в 1950—1952 годах — министр судостроительной промышленности СССР.
- март—июнь 1953 — министр транспортного и тяжёлого машиностроения СССР.
- 1953—1956 — заместитель председателя Совета Министров СССР, одновременно в 1953—1955 годах — министр среднего машиностроения СССР[12].
- С мая 1955 года — председатель Государственного комитета Совета Министров СССР по новой технике, одновременно с декабря 1956 года — первый заместитель председателя экономической комиссии Совета Министров СССР по текущему планированию народного хозяйства — Министр СССР.

В 1955 году возглавлял правительственную комиссию, которая занималась расследованием катастрофы линкора «Новороссийск».
Делегат XIX и XX съездов КПСС, член ЦК КПСС с 1939 года, в 1952—1953 годах — член Президиума ЦК КПСС. Депутат Верховного Совета СССР 1—4-го созывов.
Воинское звание — генерал-полковник инженерно-танковой службы (19.04.1945; единственное присвоение), затем (с 1951 года) — генерал-полковник инженерно-технической службы.
Умер от лучевой болезни, через четыре года после посещения в 1953 году полигона, на котором производились испытания первой советской термоядерной бомбы.
Похоронен на Красной площади у Кремлёвской стены.

## Память
Именем Малышева названы:
- Улицы в Москве и многих других населённых пунктах бывшего СССР.
- Харьковский завод транспортного машиностроения имени В. А. Малышева в Харькове.
- Памятник Малышеву в Сыктывкаре.
- Школа № 25 в Сыктывкаре. Также в Республике Коми ежегодно проводится Республиканский турнир по самбо среди юношей и девушек 13—14 лет, 11—12 лет памяти В. А. Малышева.

## Награды и звания
Вячеслав Александрович Малышев был награждён следующими наградами и званиями:
- Звание Герой Социалистического Труда (5 августа 1944);
- Медаль «Серп и Молот» (5 августа 1944 — № 196);
- 4 ордена Ленина (15 апреля 1939; 6 июня 1942; 5 августа 1944 — № 19034 и 15 декабря 1952);
- орден Суворова I степени (16 сентября 1945);
- Орден Кутузова I степени (19 апреля 1945);
- Лауреат двух Сталинских премий (???? и 1951);
- Медаль «За оборону Сталинграда»;
- Медаль «За оборону Москвы»;
- Медаль «За победу над Германией в Великой Отечественной войне 1941—1945 гг.»;
- ряд прочих медалей.